# 蒂娜·汤普森
蒂娜·玛丽·汤普森（英語：Tina Marie Thompson，1975年2月10日—），美国前职业篮球运动员，现任弗吉尼亚骑士女子篮球队主教练。汤普森是WNBA历史上第一个被选中的球员。她帮助休斯顿彗星获得了4个WNBA总冠军，并且代表美国队赢得了两枚女子篮球奥运金牌。2011年，她被球迷评选为WNBA历史15大球员之一。

## 外部連結
- 蒂娜·汤普森的Instagram帳戶
- 天娜．霍新在fiba.basketball（英语）
- 天娜．霍新在archive.fiba.com（archived）（英语）
- 天娜．霍新在WNBA（英语）
- 天娜．霍新在Basketball-Reference.com（WNBA）（英语）
- 天娜．霍新在Basketball-Reference.com（國際）（英语）
- 天娜．霍新在Sports-Reference.com（NCAA）（英语）
- 天娜．霍新在Sports-Reference.com（NCAA教練）（英语）
- 天娜．霍新在Eurobasket.com（球員）（英语）
- 天娜．霍新在Eurobasket.com（教練）（英语）
- 天娜．霍新在Proballers（英语）
- 天娜．霍新在奈史密斯篮球名人纪念堂（英语）
- 天娜．霍新在Women's Basketball Hall of Fame（英语）
- 天娜．霍新在Olympics.com（英语）
- 天娜．霍新在Olympedia（英语）
- USA Basketball Profile
- Tina Thompson's U.S. Olympic Team bio （页面存档备份，存于）